# Kary Barnet
Kary Barnet   (Praga, 14 d'agost de 1923 - Múnic, 21 de novembre de 1972) va ser una cantant alemanya.

## Biografia
Origen i primers rotllos de pel·lícula
El seu nom de naixement txec era Charlotte Ebéta Tremlova, l'alemanya Charlotte Elisabeth Treml. Va créixer bilingüe (txec/alemany) a Praga, com era comú en les famílies de classe mitjana de l'època, com la filla del director del banc Franz Treml. Tot i que es va descriure a si mateixa com l'"ovella negra" de la família, la seva educació artística, òbviament, no va ser posada en el camí pels seus pares. Es diu que va assistir a l'Acadèmia de Belles Arts de Praga, al Conservatori de París i a l'escola de teatre de Tilla Durieux a Berlín. Va aconseguir per primera vegada els seus papers cinematogràfics com a menor en les comèdies de cinema txec Pana Kaka zasahuje ("Mrs. Kaka intervenes", 1939) i Prosam, pane profesore ("Please, Mr. Professor", 1940).
Carrera a la Segona Guerra Mundial
A Berlín es va dedicar a la famosa "Varieté-Theater Scala" i des de llavors es va anomenar Kary Barnet. Entre els seus promotors hi havia els músics de swing Michael Jary i Benny de Weille. El 1943 va començar com a cantant i presentadora a l'emissora militar de Belgrad, on va ser anomenada "sirena" a causa del seu encant desarmat i va ser la primera dona a parlar les "salutacions des de casa". Al concert de Nadal del 25 de desembre de 1943, va cantar que les Roses no floreixen a l'hivern i, per tant, en va tenir de grans i, per tant, va tenir un gran èxit. A la productora alemanya "Prag-Film AG" va aparèixer a la pel·lícula Dir (1944) com a cantant amb la cançó I am in love with a melody. Barnet va interpretar principalment cançons del seu mentor Michael Jary, però també de Peter Igelhoff, Franz Grothe i Heino Gaze.
Gires i aparicions cinematogràfiques, després de 1945
A la guerra, es diu que Barnet va perdre un fill i el seu germà. Després del final del Tercer Reich va fugir a Frankfurt am Main i va treballar primer com a netejadora, mainadera i maniquí. Benny de Weille aviat la va portar a Ràdio Frankfurt, des d'on va continuar la seva carrera com a cantant. Va fer nombroses aparicions amb NWDR i "Bayerischer Rundfunk", i va fer gires per Espanya, França i Suïssa.
Una quarantena de cançons van ser publicades per ella en discos de vinili als anys quaranta i cinquanta, com ara Mai deixo el meu Peter sol a partir del març de 1944. Una vintena d'aquestes gravacions històriques també es van publicar en CD.
El 1951 va treballar com a actriu menor a la pel·lícula Fanfares of Love (dirigida per Kurt Hoffmann), un any després també va cantar la cançó Do you please en un petit paper secundari a la comèdia militar Fritz i Friederike al costat de Liselotte Pulver i Otto Fee en el Lied Machen Sie doch bitte kein so böses Gesicht. A la pel·lícula The Veiled Maja (1951, dirigida per Géza von Cziffra), va estar acompanyada per l'orquestra Max Greger amb la cançó Do not drive to the North Pol. Kary Barnet era molt cosmopolita, presumptament parlava i cantava en set idiomes i viatjava per tot el món, tant a nivell professional com privat.
Vida privada
Es va casar un total de quatre vegades, el seu primer matrimoni amb el periodista nazi i redactor en cap del "Berliner 12-Uhr-Blatt", Wilhelm Fanderl, favorit del ministre de propaganda Joseph Goebbels. Fanderl va conèixer Kary Barnet a La Scala, on tenia entrada gratuïta cada dia i se li permetia veure les noies de la revista des de la fossa de l'orquestra. El matrimoni va acabar en divorci el 1944. El seu segon marit va ser Hans Huffzky, que va participar en la campanya de Rússia i va ser el redactor en cap del diari de l'exèrcit de curta durada (publicat a l'agost de 1942) i, després de la guerra, redactor en cap de la revista femenina Constanze (divorciada) abans de 1949). Va concloure el seu tercer matrimoni (presumiblement el 1952) amb l'americà Leslie von Schwetzer (també von Shwetzer), que va ser el director del programa de l'emissora militar de l'AFN a Frankfurt i va viure amb ell durant un temps a Los Angeles. Va emigrar a la ciutat índia de Brajarajnagar a l'estat d'Odisha (fins al 2011 Orissa) amb el seu quart marit, un alemany que no es coneix el nom. No se sap quan va tornar a Alemanya.
Kary Barnet va morir en un incendi d'apartaments a Múnic el 1972 i va ser enterrada al cementiri forestal de Múnic.